# Те Рей Ханатауа
Те Рей Ханатауа, маори Te Rei Hanataua (?—1860) — новозеландский племенной вождь. По происхождению маори. Причислял себя к иви Нгати руануи

## Биография
Те Рей Ханатауа был главным вождем Тангахоэ хапу в Нгати Руануи. Он был сыном Вакатапаруру и Хинеао; его род восходит к Тури и Ронгоронго. Он родился, вероятно, в начале XIX века и воспитывался в Путаке, являвшемся главным па Нгати Руануи.
Когда началась Первая Таранакская война, Те Рей Ханатауа стал во главе 130 воинов из Тангахо и Нга Руахине и присоединился к войскам таранакских маори у па Кайпопо, близ Вайрека. Был убит в битве при Вайреке 28 марта 1860 года. 
Первой женой Те Рея Ханатауа была Мата Хиневаи, на которой он женился 12 февраля 1849 года в семье Ричарда Тейлора. Его второй женой была Хитаринга. У него было не менее пяти детей: Тайтеарики, Пирипи Вирему, являвшийся главным англиканским учителем в Ваокене, Те Уа Тито, Пита и Тамаохунгия. Ватикини Ханатауа мог быть сыном или внуком.